# یواس‌اس جورجیا (بی‌بی-۱۵)
یواس‌اس جورجیا (بی‌بی-۱۵) (به انگلیسی: USS Georgia (BB-15)) یک کشتی بود که طول آن ۴۴۱٫۳ فوت (۱۳۴٫۵ متر) بود. این کشتی در سال ۱۹۰۴ ساخته شد.